# ドナカ・オブライエン
ドナカ・オブライエン（Donnacha Aidan O'Brien、香港表記：岳品賢、1998年7月22日 - ）はアイルランドの元騎手・現調教師。父は世界的調教師のエイダン・オブライエン。兄は元騎手で現調教師のジョセフ・オブライエン。

## 経歴
2014年9月に16歳で初勝利を挙げる。2016年8月にオーダーオブセントジョージでアイリッシュセントレジャートライアルステークス(GIII)を制して初の重賞勝ちを収めると、翌月のモイグレアスタッドステークスを兄ジョセフの管理馬イントリケイトリー（Intricately）で制し、初のGI制覇を果たした。ジョセフにとってもこれが調教師としての初のGI制覇であった。
2018年の英2000ギニーでは、ケンタッキーダービーでメンデルスゾーンに騎乗するライアン・ムーアの代打として日本産馬サクソンウォリアーとコンビを組んで優勝し、19歳で自身初のクラシック競走制覇を達成。また、管理する父エイダンにとっては節目のGI300勝目となった。同年のアイリッシュダービーでは兄の管理馬ラトローブ（Latrobe）に騎乗し、ムーア騎乗のサクソンウォリアーなどを抑えて勝利した。
彼も兄と似て長身であったため同じように減量に苦しんでおり、2019年のシーズン後、騎手を引退して調教師に転身した。翌2020年、ファンシーブルーがディアヌ賞を勝利。調教師として初のクラシック制覇を果たした。

## 成績

### 騎手時代

#### 主な勝ち鞍
- 2016年
  - モイグレアスタッドステークス（Intricately）

- 2017年
  - モイグレアスタッドステークス（Happily）

- 2018年
  - 2000ギニー（Saxon Warrior）
  - オークス（Forever Together）
  - アイリッシュダービー（Latrobe）
  - ミドルパークステークス（Ten Sovereigns）
  - フューチュリティトロフィー（Magna Grecia）

- 2019年
  - 2000ギニー（Magna Grecia）
  - チャンピオンステークス（Magical）

### 調教師時代

#### 主な勝ち鞍
- 2020年
  - ディアヌ賞（Fancy Blue[7]）
  - ナッソーステークス（Fancy Blue）